# Nophis luteus
Nophis luteus is een insect uit de familie van de mierenleeuwen (Myrmeleontidae), die tot de orde netvleugeligen (Neuroptera) behoort. 
Nophis luteus is voor het eerst wetenschappelijk beschreven door Hölzel in 1972.